# Hyoscyamus niger
El beleño negro o hierba loca (Hyoscyamus niger), entre muchos otros nombres vernáculos, es una especie de planta herbácea del género Hyoscyamus de la familia Solanaceae. 
Como todas las especies del género Hyoscyamus, es una planta venenosa que, aunque tenga ciertos usos farmacéuticos y medicinales benéficos, para diversas dolencias y en dosis bien definidas, debe manejarse con suma precaución, ya que, entre otros aspectos, la cantidad de principios activos peligrosos para una especie o, incluso, un individuo en particular puede variar de manera importante e imprevisible según las condiciones edáficas y climáticas del lugar de recolección.[cita requerida]

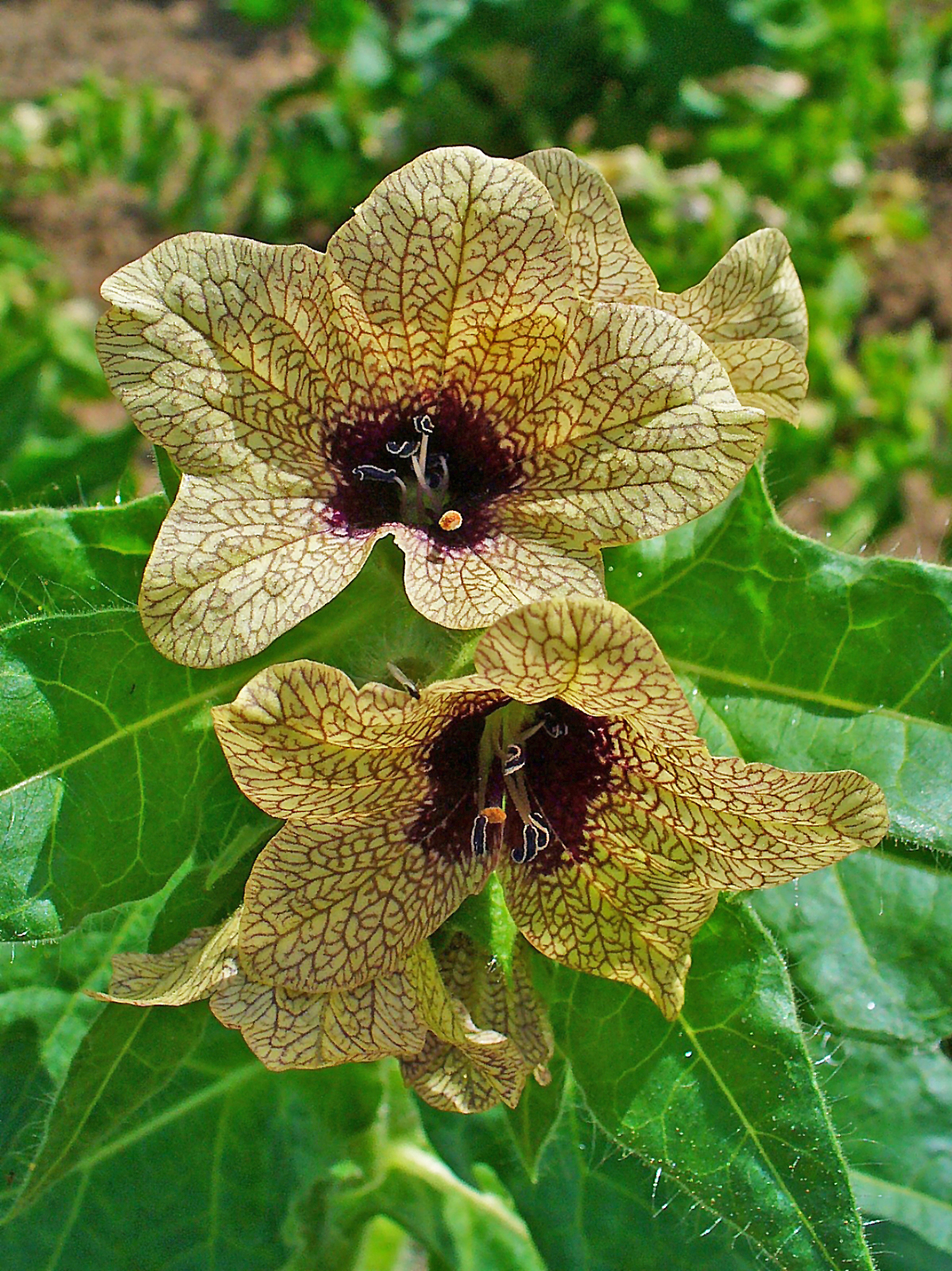
Detalle de las flores

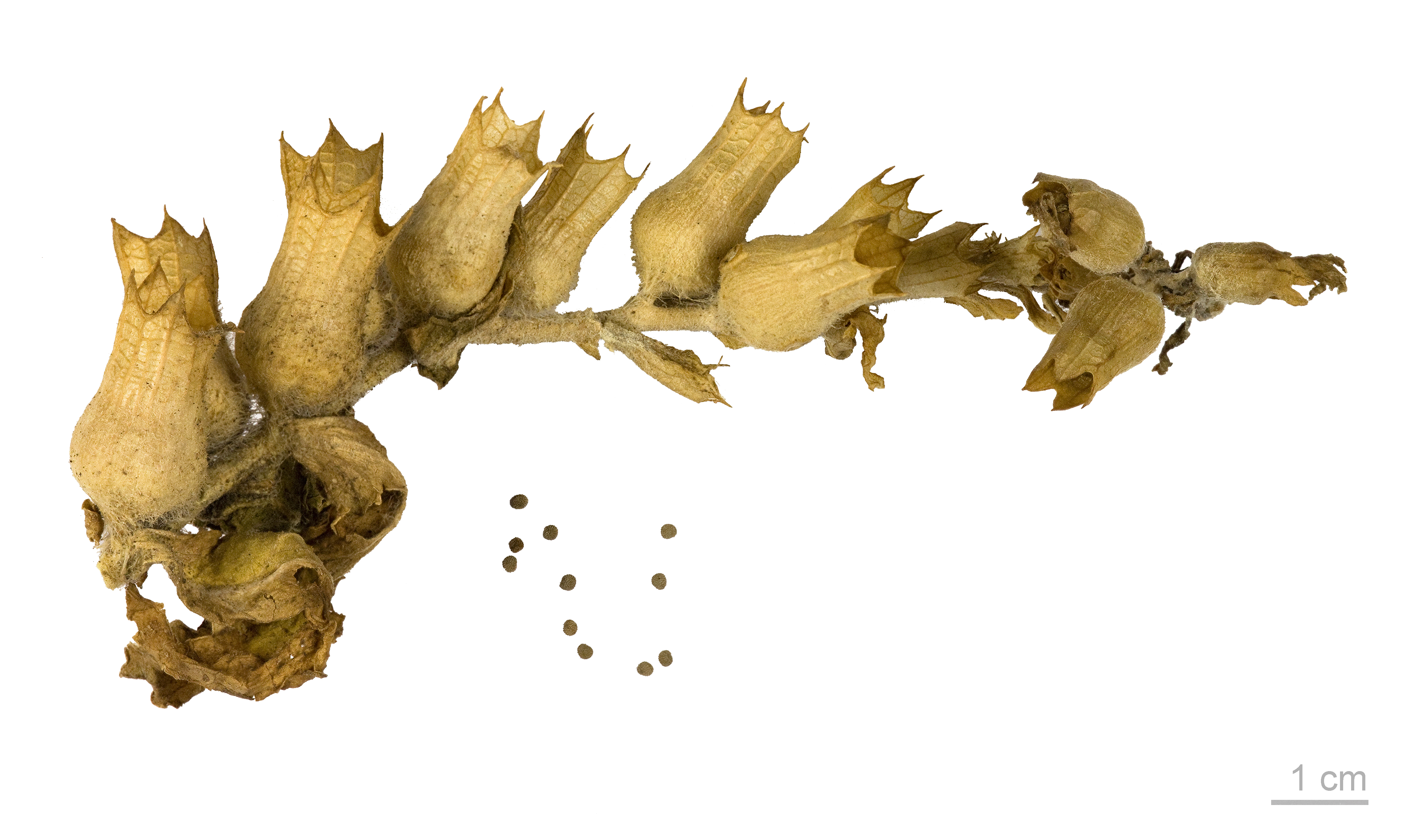
Hyoscyamus niger

## Descripción
Es una planta herbácea bienal o perenne de olor desagradable, cubierta de un denso indumento glanduloso-pubescente viscoso, con  tallos ramificados de hasta de 70 cm de altura. Las hojas, de hasta de 35 por 15 cm, son oblanceoladas abovado-lanceoladas, con lóbulos triangulares, agudos a subobtusos, ciliadas, pubescentes, las basales pecioladas, las caulinares sentadas, abrazadoras y eventualmente decurrentes. La inflorescencia organizada en cima escorpioide aparentemente unilateralmente espigada, a veces monofloral, es terminal o axilar. Las flores son ligeramente zigomorfas, hermafroditas y con brácteas foliáceas; las flores inferiores con pedicelos cortos, las medias y superiores sentadas. Tienen un cáliz de 1-2 cm, campanulado, acrescente hasta de 2-3 cm en la fructificación, de forma globoso en la parte inferior, con entre diez y treinta nervios y densamente pubescente, y la parte superior, desigualmente pentalobulada con los lóbulos apicalmente espinosos en la fructificación , con nervadura reticulada y laxamente pubescente. La corola, de 2-4 cm, es embudada, amarillenta o blanquecina, con la garganta  nerviada de purpúreo, externamente pubescente y con lóbulos desiguales. El pixidio contiene numerosas semillas milimétricas, reniformes, alveolado-reticuladas de color pardo-grisáceo.

## Distribución geográfica y hábitat
Es una especie nativa de toda Europa, norte de África, Asia central y occidental; está introducida, e incluso cultivada, en muchas zonas templadas del mundo (Norteamérica, sureste de Australia). Crece en terrenos arenosos, baldíos, taludes, cunetas, terraplenes, escombreras, muros, pastizales, bordes de carreteras, pedregales de zonas nitríficadas hasta los 2000 m s. n. m. Florece y fructifica de febrero a octubre.
 Para su uso farmacéutico, la especie es/fue recolectada  y/o cultivada a mayor o menor escala, por ejemplo en Inglaterra, Holanda y Europa central

## Composición, propiedades y usos

#### Principios activos
En su composición de no-alcaloides destacan:
- lignanos (hyosmina, canabisina D, canabisina G, grossamida, hiosciamina)
- cumarinolignanos (cleomiscina A, cleomiscina B,  hyosgerina)
- flavonoides  (rutina, espiraeósido)
- saponinas, glicéridos, glicósidos esteroideos (atropósido A,  atropósido C, atropósido E)
- ácidos fenólicos (ácido vanílico, vainillina, pinoresinol)

Las hojas y semillas contienen: alcaloides tropánicos: escopolamina, hiosciamina que es el levo-isómero de la atropina, tiene la misma acción pero con el doble de potencia que la atropina, atropina, y abundantes flavonoides (por ejemplo rutósido).
En las hojas el porcentaje de alcaloides es del 0,17%, en las raíces del 0,08% y en las semillas del 0,05%. Atropina y escopolamina  se encuentran sobre todo en las hojas mientras que en las semillas se encuentran sobre todo hiosciamina y atropina.
Se ha utilizado bajo control médico para tratar los "delírium tremens", epilepsia, insomnio, terrores, bronquitis asmática, etc. En dosis elevadas se convierte en narcótico.

## Taxonomía
Hyoscyamus niger fue descrita por Linneo  y publicado en Species Plantarum, vol. 1, p. 179–180, en el año 1753.
Etimología
- Hyoscyamus: del latín hýoscýǎmus, -i, prestado del griego ύοσχύαμoς, evocado en Plinio el Viejo en su Naturalis Historia (25, XVII) y ya empleado por los Griegos para nombrar diversas especies del género. El vocablo está construido por las palabras griegas ύοσ, cerdo, jabalí, y χύαμoς, haba, o sea 'Haba de cerdo'[15][1][16] y se trataría de una alusión a un episodio de la Odisea en el cual, simplificándolo, Circe, la maga, transforma los compañeros de Ulises en gorrinos haciéndoles beber una poción a base de beleño; Ulises se salva, pues estaba inmunizado por el moly que Hermes le entregó a tiempo, pero sus acompañantes fueron presa de alucinación teriomórfica, provocada por la ingesta de la bebida, alucinación donde se metaforizan, no solo físicamente en cerditos, pero también adoptan sus comportamientos y «Circe les echó de comer bellotas, fabucos y el fruto del cornejo, todo lo que comen los cerdos que se acuestan en el suelo».[17]
- niger: prestado del latín nǐgěr, -gra, -grum, negro, aludiendo al color de la corola.

Sinonimia
- Hyoscyamus agrestis Kit. ex Schult.
- Hyoscyamus auriculatus Ten.
- Hyoscyamus bohemicus F.W.Schmidt
- Hyoscyamus lethalis Salisb.
- Hyoscarpus niger (L.) Dulac
- Hyoscyamus niger var. annuus Sims
- Hyoscyamus niger var. chinensis Makino
- Hyoscyamus officinarum Crantz
- Hyoscyamus pallidus Waldst. & Kit. ex Willd.
- Hyoscyamus persicus Boiss. & Buhse
- Hyoscyamus pictus Roth
- Hyoscyamus syspirensis K.Koch
- Hyoscyamus verviensis Lej.
- Hyoscyamus vulgaris Neck.[18]

## Citología
Número básico de cromosomas:  x = 17.

## Nombre común
- Castellano: abeleño, adamanta, anillón, aveniños, belaño negro, belesa, beleño, beleño negro, benignos, beninos, beniñas, beniños, benjí, bininos, cacagüet, cachirulos, carapuchetes, cardo beleño, cascahuete, cañaguerras, cañamones locos, colmenillas, dormidera, garbancillo loco, guixeta, hierba loca, hierbas de locos, ierba de locos, ierba falaguera, jusquiamo, justiamo, lo belenyo, malvaloca, matarrata, negrillón, niños, tabaco borde, tomalocos, veleño, veleño negro, veliño, venina, venino, verdegambre, veñiña, yerba loca (Las cifras entre paréntesis indican la frecuencia del uso del vocablo en España).[7]